# Cantó de Vairac
El cantó de Vairac és un cantó francès del departament de l'Òlt, situat al districte de Gordon. Té 8 municipis i el cap és Vairac.

## Municipis
- Betalha
- Carennac
- Cavanhac
- Condat
- Las Quatre Rotas
- Sent Miquèl l'Entendon
- Estrinquèls
- Vairac

## Història
| Data d'elecció                           | Identitat         | Partit        | Qualitat |
| ---------------------------------------- | ----------------- | ------------- | -------- |
| 1970-2001                                | Martin Malvy      | PS            |          |
| 2001-                                    | Christian Delrieu | Divers droite |          |
| les dades anteriors no són pas conegudes |                   |               |          |
|                                          |                   |               |          |

## Demografia
| 1962  | 1968  | 1975  | 1982  | 1990  | 1999  | 2006  |
| ----- | ----- | ----- | ----- | ----- | ----- | ----- |
| 3.960 | 4.161 | 4.080 | 4.118 | 4.106 | 4.276 | 4.668 |